# NGC 626
NGC 626 ist eine Balken-Spiralgalaxie vom Hubble-Typ SBc im Sternbild Sculptor am Südsternhimmel. Sie ist schätzungsweise 251 Millionen Lichtjahre von der Milchstraße entfernt und hat einen Durchmesser von etwa 165.000 Lj.

Im selben Himmelsareal befindet sich u. a. die Galaxie NGC 630.
Das Objekt wurde am 4. September 1834 von dem britischen Astronomen John Herschel entdeckt.